# سان فيسينتي دي كانيتي
سان فيسينتي دي كانيتي (بالإنجليزية: San Vicente de Cañete)‏ هي مدينة، تتبع Cañete province ‏، هي عاصمة Cañete province ‏، وSan Vicente de Cañete District ‏، بلغ عدد سكانها 25829 نسمة.

## أعلام
- صموئيل يوجينيو
- إدواردو فرنانديز
- خوسيه فرنانديز
- خيرمان كارتي
- خوان جيونتشي